# Lasjön, Västmanland
Lasjön är en sjö i Sala kommun i Västmanland och ingår i Norrströms huvudavrinningsområde. Sjön har en area på 0,619 kvadratkilometer och ligger 69,1 meter över havet. Sjön avvattnas av vattendraget Prästhytteån.

## Delavrinningsområde
Lasjön ingår i det delavrinningsområde (665230-152365) som SMHI kallar för Utloppet av Lasjön. Medelhöjden är 81 meter över havet och ytan är 8,39 kvadratkilometer. Räknas de 5 avrinningsområdena uppströms in blir den ackumulerade arean 128,87 kvadratkilometer. Prästhytteån som avvattnar avrinningsområdet har biflödesordning 3, vilket innebär att vattnet flödar genom totalt 3 vattendrag innan det når havet efter 183 kilometer. Avrinningsområdet består mestadels av skog (43 procent) och jordbruk (31 procent). Avrinningsområdet har 0,61 kvadratkilometer vattenytor vilket ger det en sjöprocent på 7,3 procent.